# Ochyrocera cornuta
Ochyrocera cornuta is een spinnensoort uit de familie Ochyroceratidae. De soort komt voor in Brazilië.